# Santo Domingo Kesté
Santo Domingo Kesté es una localidad del estado mexicano de Campeche. Es parte del municipio de Champotón.

## Toponimia
El nombre «Santo Domingo» hace referencia al santo patrono de la localidad: Domingo de Guzmán.

## Demografía
| Gráfica de evolución demográfica |
|                                  |

| Censo | Población |
| ----- | --------- |
| 1990  | 2 922     |
| 2000  | 3 220     |
| 2010  | 3 763     |
| 2020  | 4 461     |